# Sant Feliu de Buixalleu
Sant Feliu de Buixalleu és un municipi de la comarca de la Selva. Forma part de la subcomarca del Baix Montseny.
El topònim està documentat al segle xi com Bursoleu o Bursolevi. En els fogatges del segle xv surt Boixalleu i al segle xvi com Bosseleu. En els primers censos del segle xix es va registrar Buxalleu. El 1937 es va canviar a Buixalleu de la Selva, recuperant el franquisme el nom de San Feliu de Buxalleu no canviat fins a la dècada del 1980. El topònim podria provenir de l'àrab al-bursa, «lloc pelat», segons Manuel Bofarull. Joan Coromines en va fer la interpretació més aprofundida (OnCat) fent derivar el topònim de ‘Burg Sindleubs’, 'castell de Sindileub', nom germànic de persona, evolucionat en Burseleu en temps medievals i, després, en Buix- per influència dels molts topònims derivats de ‘boix’.

## Geografia
- Llista de topònims de Sant Feliu de Buixalleu (Orografia: muntanyes, serres, collades, indrets..; hidrografia: rius, fonts...; edificis: cases, masies, esglésies, etc).

## Història
Aquest terme municipal era al 1800 dependent del Vescomtat de Cabrera (Batllia de n'Orri), i comprenia el poble, Maçanes, Gaserans i Grions. El 1842 el municipi s'anomenava Vall d'Orri. El 1859 Maçanes se'n va segregar per formar un municipi propi.

## Demografia
| Entitat de població     | Habitants (2024) |
| Gaserans                | 492              |
| Grions                  | 240              |
| Sant Feliu de Buixalleu | 146              |
| Font: Idescat           |                  |

| 1497 f | 1515 f | 1553 f | 1717 | 1787  | 1857  | 1877  | 1887  | 1900  | 1910  |
| ------ | ------ | ------ | ---- | ----- | ----- | ----- | ----- | ----- | ----- |
| 54     | 61     | 63     | 406  | 1.020 | 2.718 | 1.548 | 1.606 | 1.454 | 1.443 |

| 1920  | 1930  | 1940  | 1950  | 1960  | 1970 | 1981 | 1990 | 1992 | 1994 |
| ----- | ----- | ----- | ----- | ----- | ---- | ---- | ---- | ---- | ---- |
| 1.533 | 1.388 | 1.311 | 1.196 | 1.047 | 781  | 616  | 601  | 601  | 601  |

| 1996 | 1998 | 2000 | 2002 | 2004 | 2006 | 2008 | 2010 | 2012 | 2014 |
| ---- | ---- | ---- | ---- | ---- | ---- | ---- | ---- | ---- | ---- |
| 672  | 695  | 727  | 734  | 752  | 756  | 803  | 793  | 788  | 776  |

| 2016 | 2018 | 2020 | 2022 | 2024 | 2026 | 2028 | 2030 | 2032 | 2034 |
| ---- | ---- | ---- | ---- | ---- | ---- | ---- | ---- | ---- | ---- |
| 799  | 804  | 797  | 839  | 878  | -    | -    | -    | -    | -    |

## Llocs d'interès
- Castell de Montsoriu. Documentat des del 1002.
- Església parroquial de Sant Feliu de Buixalleu. Originàriament romànica però modificada en època gòtica amb l'afegit de dues naus laterals. Té un notable campanar quadrat amb una escala exterior.
- Església parroquial de Sant Llorenç de Gaserans. Amb absis romànic.
- Església parroquial de Sant Gabriel de Grions. Del segle xvii.
- Ermita de Sant Segimon del Bosc. Documentada al segle X i modificada al començament del segle xvi.
- Ermita de Santa Bàrbara. Del segle xvi.
- Gorg d'en Perxistor. Segons la tradició el 5 de desembre de 1082 hi fou assassinat el comte de Barcelona Ramon Berenguer II, Cap d'Estopes, a mans dels seu germà Berenguer Ramon II, el Fratricida.

## Curiositats
El grup de teatre català Teatre de Guerrilla va realitzar una col·laboració humorística al programa "El Món a Rac1" de l'emisora de ràdio catalana Rac1. La col·laboració la feien suposadament connectant en directe amb el casino de Sant Feliu de Buixalleu, d'on deien ser veïns els personatges interpretats pels membres de Teatre de Guerrilla.

## Fills il·lustres
- Quim Masferrer (n. 1971), actor, creador de la companyia Teatre de Guerrilla i conegut també per programes com Caçadors de bolets i El foraster.